# Xi Aquilae b
Xi Aquilae b (abreviado como ξ Aquilae b, ξ Aql b), oficialmente nomeado Fortitudo [fɔrtɪˈtjuːdoʊ], é um exoplaneta localizado a aproximadamente 184 anos-luz do Sol na constelação de Aquila. O planeta foi descoberto orbitando a estrela gigante amarela Xi Aquilae em 2008. Ele possui uma massa mínima de 2,8 Júpiter e um período de 137 dias.

## Nome
Após sua descoberta, o planeta foi designado como Xi Aquilae b. Em julho de 2014, a União Astronômica Internacional lançou o NameExoWorlds, um processo para atribuir nomes próprios a certos exoplanetas e suas estrelas hospedeiras. O processo envolveu nomeações públicas e votação para os novos nomes. Em dezembro de 2015, a IAU anunciou que o nome vencedor para este planeta foi Fortitudo.
O nome vencedor foi submetido por Libertyer, um clube estudantil da Universidade Hosei de Tóquio, Japão. Fortitudo é latim para 'fortaleza'. Aquila é latim para 'águia', um símbolo de fortaleza — força emocional e mental diante da adversidade.